# نوکیا ۳۲۳۰
نوکیا ۳۲۳۰ یکی از محصولات نوکیا با سیستم عامل سیمبیان سری ۶۰ است، که امکان تدوین فیلم بر روی گوشی را فراهم می‌کند.این گوشی در دوم نوامبر ۲۰۰۴ به بازار معرفی شده است.این گوشی یکی از اولین گوشی‌های دارای فناوری فشار و صحبت( Push to Talk ) می‌باشد.
۳۲۳۰ دارای گیرندهٔ رادیو است.